# D.J.ミッチェル
ウィリアム・ダグラス・ジャマール・ミッチェル（William Douglas Jammal Mitchell, 1987年5月13日 - ）は、アメリカ合衆国ノースカロライナ州ウィンストン・セーラム出身の元プロ野球選手（投手）。

## 経歴
1987年にアメリカノースカロライナ州ウィンストン・セーラムに生まれる。

### ヤンキース時代
2008年、MLBドラフト10巡目（全体320位）でニューヨーク・ヤンキースから指名され、8月8日に契約。
2009年はA級チャールストン・リバードッグスで6試合に登板し、4勝1敗、防御率1.95だった。5月にA+級タンパ・ヤンキースへ昇格。19試合に登板し、8勝6敗、防御率2.87だった。
2010年はスプリングトレーニングに参加。AA級トレントン・サンダーで23試合に登板し、11勝4敗、防御率4.06だった。8月21日にAAA級スクラントン・ウィルクスバリ・ヤンキースに昇格。3試合に登板し、2勝0敗、防御率3.57だった。
2011年はAAA級スクラントン・ウィルクスバリで28試合に登板し、13勝9敗、防御率3.18だった。オフの11月18日に40人ロースターに登録された。
2012年3月7日にヤンキースと1年契約に合意。3月20日にAAA級スクラントン・ウィルクスバリへ異動した。4月29日にメジャー初昇格を果たし、5月1日のボルチモア・オリオールズ戦でメジャーデビュー。5月4日にAAA級へ降格。6月30日に再昇格したが、7月18日にAAA級へ降格した。ヤンキースでは4試合に登板し、防御率3.86だった。

### ヤンキース退団後
2012年7月23日、ダニー・ファーカーとともにイチローとの2対1トレードでシアトル・マリナーズへ移籍した。移籍後はAAA級タコマ・レイニアーズでプレー。8試合に登板し、3勝2敗、防御率2.96だった。オフの12月26日にDFAとなった。
2013年1月4日にAAA級タコマへ降格。3月31日にマリナーズとメジャー契約を結んだが、4月11日にDFAとなり、4月13日にFAとなった。4月22日にニューヨーク・メッツとマイナー契約を結んだ。AAA級ラスベガス・フィフティワンズで34試合に登板し、6勝6敗、防御率7.71だった。11月5日にFAとなった。
2014年は独立リーグ・アトランティックリーグのブリッジポート・ブルーフィッシュでプレー。
2015年もブルーフィッシュと契約。
2016年8月1日にロングアイランド・ダックスへトレードされ、シーズン終了後にFAとなった。

## 詳細情報

### 年度別投手成績
| 年 度    | 球 団    | 登 板 | 先 発 | 完 投 | 完 封 | 無 四 球 | 勝 利 | 敗 戦 | セ 丨 ブ | ホ 丨 ル ド | 勝 率 | 打 者 | 投 球 回 | 被 安 打 | 被 本 塁 打 | 与 四 球 | 敬 遠 | 与 死 球 | 奪 三 振 | 暴 投 | ボ 丨 ク | 失 点 | 自 責 点 | 防 御 率 | W H I P |
| -------- | -------- | ----- | ----- | ----- | ----- | -------- | ----- | ----- | -------- | ----------- | ----- | ----- | -------- | -------- | ----------- | -------- | ----- | -------- | -------- | ----- | -------- | ----- | -------- | -------- | ------- |
| 2012     | NYY      | 4     | 0     | 0     | 0     | 0        | 0     | 0     | 0        | 0           | ----  | 24    | 4.2      | 7        | 1           | 3        | 0     | 0        | 2        | 1     | 0        | 2     | 2        | 3.86     | 2.14    |
| MLB：1年 | MLB：1年 | 4     | 0     | 0     | 0     | 0        | 0     | 0     | 0        | 0           | ----  | 24    | 4.2      | 7        | 1           | 3        | 0     | 0        | 2        | 1     | 0        | 2     | 2        | 3.86     | 2.14    |

- 「-」は記録なし

### 背番号
43（2012年）